# Flughafen Point Salines

i7
i11
i13
Der Flughafen Point Salines (seit 2009 Flughafen Maurice Bishop International, englisch Maurice Bishop International Airport; IATA-Code: GND, ICAO-Code: TGPY) ist der internationale Flughafen der Insel Grenada. Er liegt rund 10 Kilometer südwestlich der Landeshauptstadt St. George’s.

## Geschichte
Der Flughafen wurde zu Beginn der 1980er-Jahre angelegt, als Ersatz für den Flughafen Grenada-Pearls im Nordosten der Insel, der mit seiner ungünstigen Lage und einer Landebahnlänge von weniger als 1600 m nicht den gestiegenen Anforderungen genügte. Er wurde von kanadischen Ingenieuren geplant und hauptsächlich von europäischen Unternehmen gebaut, die eingesetzten Arbeitskräfte waren allerdings primär Kubaner. Sein Bau wurde von den USA als Begründung für die Annahme angeführt, dass Grenada zum militärischen Vorposten der Sowjetunion ausgebaut würde. Im Oktober 1983 landeten im Rahmen der Operation Urgent Fury Fallschirmjäger und brachten ihn unter ihre Kontrolle.
Die Eröffnung des Flughafens Point Salines erfolgte am 28. Oktober 1984. Am 29. Mai 2009 wurde der Flughafen zu Ehren des 1983 ermordeten ehemaligen grenadischen Premierministers Maurice Bishop umbenannt.

## Flughafenanlagen
Die einzige Start- und Landebahn des Flughafens verläuft in Ost-West-Richtung, ist asphaltiert und weist eine Länge von 2733 Metern auf, womit sie auch von großen Flugzeugen bis hin zur Boeing 747-400 genutzt werden kann. Sie ist durch eine kurze Rollbahn mit dem nördlich von ihr gelegenen Vorfeld verbunden, an dessen Nordseite sich das Terminalgebäude befindet. Die Landebahn ist für beide Richtungen mit Endbefeuerung und Pistenrandbefeuerung ausgerüstet; Anflugbefeuerung und Präzisions-Anflug-Gleitwinkelbefeuerung (PAPI) gibt es jedoch nur in West-Ost-Richtung (Bahn 10).

## Fluggesellschaften und Ziele
Der Flughafen Maurice Bishop International wird aus deutschsprachigen Ländern z. B. von Frankfurt aus mit Condor angeflogen; American Airlines fliegt via Miami, British Airways und Virgin Atlantic Airways via London-Gatwick und Delta via New York-JFK.